# Michiko to Hatchin
Michiko e Hatchin (яп. ミチコとハッチン Митико и Хаттин) — японский аниме-сериал, созданный студией Manglobe. Впервые транслировался по японскому телеканалу Fuji TV с 15 октября 2008 года по 18 марта 2009 года. Всего выпущено 22 серии аниме. Действие сериала происходит в основном в Бразилии, в таких реальных городах, как Сан-Луис, Олинда, Ресифи и Рио-де-Жанейро.. Также в аниме показываются реальные проблемы, существующие в бразильском обществе, такие как коррупция, низкий уровень жизни и религиозные конфликты с церковью. Музыку к аниме создал также бразильский композитор The +2’s.
Сериал был лицензирован компанией Funimation Entertainment для показа на территории США.

## Сюжет
Хана Моренос вынуждена жить со священником, который с ней жестоко обращается. Однажды она встречает женщину с взрывным характером — Мичико, которая только что сбежала из тюрьмы. Теперь они будут путешествовать вместе по разным городам Бразилии, скрываясь от полиции и в поисках Хироши. 

## Список персонажей
Несмотря на то, что действие происходит в Бразилии, все основные персонажи носят традиционные японские имена.
Мичико Маландро (яп. ミチコ・マランドロ)
Сэйю: Ёко Маки
Главная героиня и независимая женщина, которая сбегает из тюрьмы уже четвёртый раз. Мичико спасает Ханну от приёмной семьи и утверждает, что знает её отца. По её словам он был очень хорошим человеком. Мичико и Хатчин отправляются в дальнее путешествие, чтобы найти отца, который скрывается от полиции. Нарывается часто на конфликты с бандитами.
Ханна Моренос (Хатчин) (яп. ハナ・“ハッチン”・モレーノス Хана Морэносу)
Сэйю: Судзука Ого
Она жила у приёмных родителей терпела бесконечные оскорбления с их стороны и их детей, выполняя роль «золушки». Позже её забирает Мичико, у которой такая же татуировка на пупке, что и у Хатчин.
Хироши Моренос (яп. ヒロシ・モレーノス Хироши Морэносу)
Сэйю: Кандзи Цуда
Отец Хатчин и бывшая любовь Мичико. Несмотря на то, что по официально версии он умер, Мичико верит, что он всё ещё жив и находит доказательства. На левом плече у него то же тату, что у Хатчин и Мичико.
Ацуко Джексон (яп. アツコ・ジャキソン Ацуко Яккусон)
Сэйю: Маки Сакай
Она жила в том же детском доме, что и Мичико. Сейчас она полицейский и арестовала Мичико за 12 лет до главных событий. Мичико называет её «Джамбо», что сильно раздражает Ацуко. Питает неоднозначные чувства к ней, с одной стороны пытается поймать её и наказать по закону, с другой стороны иногда помогает выпутаться из опасных ситуаций.
Сатоши Батиста (яп. サトシ・バティスタ Сатоши Батисута)
Сэйю: Масаки Миура
Старый друг Хироши. Он стал главой преступного синдиката Монстро Прето (Черный Монстр) так как Мичико оказалась за решёткой.
Синсукэ Родригес (яп. シンスケ・サッセ・ロドリゲス)
Сэйю: Дзюн Мураками
Один из приспешников Сатоши с садистским характером.

## Аниме

### Список серий
| 1 | Прощай, жестокий рай! (Adeus, Paraíso Insensível!) «Сараба да! Хидзё: но Парадайсу» (さらばだ!非情のパラダイス)                                     | 16 октября 2008 года |
| Хана Моренос всегда мечтала сбежать из приёмной семьи в церкви, где её обижали. Однажды она встречает Митико Маландро, таинственную женщину, бежавшую из тюрьмы.                                                              | |                      |
| 2 | Карамелька в бегах (O Açúcar Mascavo Fora da Lei) «Окитэ Ябури но Бураун Суга:» (掟破りのブラウンシュガー)                                          | 30 октября 2008 года |
| Митико пытается убедить Хану, которой дала прозвище «Хаттин», сотрудничать с ней. Однако старый враг Митико — детектив Ацуко Джексон устраивает ей засаду, чтобы вернуть обратно в тюрьму.                                    | |                      |
| 3 | Отчаянные метания (Como um Fliperama Desesperado) «Сякарики Пимбо:ру» (しゃかりきピンボール)                                                        | 6 ноября 2008 года   |
| Митико крадёт теннисные туфли для Хаттин, но та отправляется работать в китайский ресторан, чтобы заплатить за них. Между тем Митико ищет местонахождение Хироси.                                                             | |                      |
| 4 | Млечный Путь бездомной кошки (A Via Láctea da Gata de Rua) «Норанэко но Мируки: Уэй» (のら猫のミルキーウェイ)                                       | 13 ноября 2008 года  |
| Митико и Хаттин встречаются с известной стриптизёршей по имени Пепе Лима, которая располагает информацией о местонахождении Хироси. Сама же Пепе копит деньги, чтобы начать новую жизнь со своей младшей сестрой.             | |                      |
| 5 | Тоскующие по дому дураки, Часть 1 (A Saudade dos Tolos, Parte 1) «Орока Монотати но Сауда:дзи Парт 1» (愚か者たちのサウダージ PARTE 1)              | 20 ноября 2008 года  |
| Митико возвращается в свой родной город, чтобы встретиться с Сатоси, старым другом Хироси. Однако она становится целью лидера криминального синдиката «Фантазма», который имеет к ней старые счёты.                           | |                      |
| 6 | Тоскующие по дому дураки, Часть 2 (A Saudade dos Tolos, Parte 2) «Орока Монотати но Сауда:дзи Парт 2» (愚か者たちのサウダージ PARTE 2)              | 20 ноября 2008 года  |
| Митико узнаёт, что «Фантазма» похитила Хаттин. Девушка отправляется спасать младшую подругу. | |                      |
| 7 | Дождливое однообразие (A Chuva que Cai monotona) «Амэ ни Отиру Моното:н» (雨におちるモノトーン)                                                     | 4 декабря 2008 года  |
| К Митико пристаёт Бруно, очаровательный молодой человек. Несмотря на то, что он женат, Митико тоже начинает питать к нему интерес, из-за чего её отношения с Хаттин становятся напряжённее.                                   | |                      |
| 8 | Наркотический чёрный шум (Ruídos Negros e um Jogo Fatal) «Курой Ноидзу то До:пу на Гэ:му» (黒いノイズとドープなゲーム)                              | 11 декабря 2008 года |
| Следуя по следам Сатоси, Митико натыкается на банду головорезов, которые выдают себя за людей Сатоси. Она становится втянута в опасную игру, в которой главную роль играет Синсукэ - настоящий приспешник Сатоси.             | |                      |
| 9 | Пылкая шоколадка (A Garota-Chocolate Apaixonada) «Коисита Сёкоратти Га:ру» (恋したショコラッチ・ガール)                                             | 18 декабря 2008 года |
| Оставшись без Митико, Хаттин удается подружиться с девочкой-ровесницей по имени Рита, которая страдает из-за любви к мужчине более старшего возраста                                                                          | |                      |
| 10 | Карнавал гиен (As Hienas Carnívoras) «Хаиэна Домо но Ка:нибару» (ハイエナどものカーニバル)                                                          | 18 декабря 2008 года |
| Решив вопросы по старым счетам, Сатоси приказывает доставить ему Митико для того, чтобы сдать детективу Ацуко, однако сделка срываются, когда в дело неожиданно вмешивается партнёр Ацуки.                                    | |                      |
| 11 | Начало ливня (Tempestade no Ponto de Partida) «Дося Ори но Сута:то Райн» (どしゃ降りのスタートライン)                                               | 8 января 2009 года   |
| Все это время Хаттин жила вместе с Ритой в цирке. Там её находит Митико, однако Хаттин не решается уйти с ней. Хозяева цирка, между тем, имеют свои планы на маленькую девочку                                                | |                      |
| 12 | 108°C телепатического ада (Telepatia a 108°C no Purgatório) «Дзигоку Хяку-хати-до но Тэрэпаси:» (地獄108℃のテレパシー)                              | 15 января 2009 года  |
| Хаттин приносит больную Митико ко врачу-шарлатану и в результате принимается за опасную работу, чтобы заплатить за лечение подруги                                                                                            | |                      |
| 13 | Золотая рыбка в болоте (Peixe Dourado do Brejo) «Доронума но Го:рудофиссю» (泥沼のゴールドフィッシュ)                                               | 22 января 2009 года  |
| Ацуко отстраняют от работы в качестве детектива полиции и отправляют работать как участковую в сельскую местность. Там она знакомится с молодой девушкой, благодаря которой Ацуко вспоминает старые взаимоотношения с Митико. | |                      |
| 14 | Между двух огней (Ousadia do Corredor Explosivo) «Мэитирадзу но Бо:хацу Ранна:» (命知らずの暴発ランナー)                                            | 29 января 2009 года  |
| Митико выдуждена иметь дело с убийцами, посланными Сатоси, чтобы избавиться от неё. | |                      |
| 15 | Напрасное счастье (Grafite Desenhada em Vão) «Итадзура ни Гурафутъи» (いたずらにグラフティ)                                                         | 5 февраля 2009 года  |
| Хаттин встречается с Ленинэ, молодым библиотекарем, который влюбляется в неё с первого взгляда. | |                      |
| 16 | Красная легенда (A Vermelha Descrendice) «Макка на Фудзицу но Этю:до» (まっ赤な不実のエチュード)                                                    | 12 февраля 2009 года |
| Митико и Хаттин отправляются в научно-исследовательский центр, где работал Хороси, и узнают, что его уже там нет | |                      |
| 17 | Кровавый праздник! Опера, проникающая в сердце (Tonelada de Sangue! A Ópera que Mexe no Coração) «Тито! Кокоро Савагу Опэра» (血斗！心さわぐオペラ) | 12 февраля 2009 года |
| Митико похищает китайская мафия, а Хаттин встречает таинственного незнакомца, который предлагает свою помощь для спасения Митико.                                                                                             | |                      |
| 18 | Зажигательная самба дураков (O Tolo que Avança como uma Bomba Sambista) «Акантарэ но Дандо: Самба» (あかんたれの弾道サンバ)                         | 19 февраля 2009 года |
| Митико впадает в депрессию, узнав, что Хироси никому не рассказывал о ней. Хаттин пытается развеселить подругу. | |                      |
| 19 | Чокнутые мотыльки вокруг свечки (Irritante Borboleta que Interrompe a Luz) «Хагаюи Сяко: но Батафураи» (はがゆい遮光のバタフライ)                   | 26 февраля 2009 года |
| Митико и Хаттин прячутся в поезде, чтобы скрыться от полиции. Вскоре оказывается, что Ацуко и Сатоси в том же поезде и конфронтации не избежать                                                                               | |                      |
| 20 | Убойное свидание (Chacina no Encontro Amoroso) «Минагороси но Рандэву:» (みな殺しのランデヴー)                                                      | 5 марта 2009 года    |
| Сатоси теперь путешествует вместе с Хаттин. Они подвергаются нападению банды Синсукэ, бывшего приспешника Сатоси, который решает покончить с ним раз и навсегда.                                                              | |                      |
| 21 | Последний вальс безумных цветов (A Última Valsa que Florece Enlouquecida) «Куруй Саки Расуто Варуцу» (狂い咲きラストワルツ)                         | 12 марта 2009 года   |
| Митико, Хаттин и Сатоси добираются до города, где скрывается Хироси. Однако трио оказывается втянуто в конфликты с местными бандами и полицией.                                                                               | |                      |
| 22 | Должно сработать (Corra Simplesmente como se Deve Correr) «Ариномама дэ Хасирэ» (ありのままで走れ)                                                  | 19 марта 2009 года   |
| Хаттин и Митико в конце концов находят Хироси. Однако когда они втроем уже готовы сбежать вместе, Митико принимает неожиданное решение.                                                                                       | |                      |

### Музыка
- Открывающая композиция:

«Paraíso» (Paradise) исполнила группа Soil & "Pimp" Sessions
- Закрывающие композиции:

«Best Friend» (яп. ベストフレンド Бэсуто Фурэндо) исполнила группа Karutetto (1-21 серии)
«Nada pode me parar agora» исполняли Арурэа Мартинс и Александрэ Кассин